# Killer (1997)
Killer ist eine polnische Filmkomödie des Regisseurs Juliusz Machulski aus dem Jahr 1997. Die Hauptrollen übernahmen Cezary Pazura, Małgorzata Kożuchowska und Jerzy Stuhr.
1999 entstand die Fortsetzung Kiler-ów 2-óch.

## Handlung
Jerzy Kiler ist ein Taxifahrer in Warschau. Er ist ein äußerst durchschnittlicher Typ, der jedoch von großem Pech verfolgt wird. Die polnische Polizei ist seit längerem auf der Suche nach einem Auftragsmörder, der „Killer“ genannt wird. Jerzy Kiler wird mit dem mehrfachen Mörder verwechselt und von Kommissar Ryba verhaftet. In seinem Taxi wurde die Tatwaffe eines Mordes gefunden. Dieses Beweisstück reicht aus, um Jerzy Kiler ins Gefängnis zu stecken. Im Gefängnis erfährt er zum ersten Mal in seinem Leben so etwas wie Achtung, da die anderen Mitgefangenen in ihm den gefährlichen Mörder sehen. Jerzy fühlt sich geschmeichelt und spielt das Spiel mit. Durch einen Zufall kommt durch seine Hand tatsächlich ein Mitgefangener zu Tode, was nur zu noch größerer Achtung führt. Schließlich wird Jerzy durch den Gangsterboss Siara aus dem Gefängnis befreit und muss nun auch in Freiheit den Auftragskiller mimen. Im Gefängnis hatte sich die Journalistin Ewa Szańska um ein Interview mit Jerzy als Killer bemüht. Nun verlangt Siara die Ermordung der gefährlichen Enthüllungsjournalistin. Jerzy trifft sich mit ihr und verliebt sich in die attraktive Frau. Niemals würde er der Frau etwas antun können. Noch viel wichtiger wird dann ein weiterer Auftragsmord durch Siara. Der Senator Lipski ist ein krimineller Konkurrent von Siara. Jerzy soll den Senator ermorden. Als er in Kontakt mit Lipski tritt, gibt dieser ihm wiederum den Auftrag, Siara zu ermorden. Nun muss Jerzy beiden gerecht werden, um sich nicht zu verraten. Gemeinsam mit Ewa dreht er eine Filmreportage, die über den Mord an Senator Lipski berichtet. Die Kassette zeigt er Siara, der ihm glaubt. Anschließend narkotisieren sie Siara und schminken ihn wie nach einer Schussverletzung. Die angebliche Leiche wird dem Senator Lipski gezeigt. Am Warschauer Flughafen kommt es zum Showdown. Als Siara und Lipski dort auftauchen, um einen Geldtransport abzuholen, sehen die beiden, dass sie nicht tot sind und gehen aufeinander los. Schließlich löst Kommissar Ryba die Situation und nimmt beide gefangen. Jerzy und Ewa wollen mit dem erschwindelten Geld fliehen. Sie werden zunächst jedoch auch von dem tatsächlichen Killer entdeckt, doch dieser wird ebenfalls von der Polizei verhaftet.

## Kritiken
„Satire auf die polnische Gesellschaft; zugleich eine Parodie auf Actionfilme. Witzig in den Dialogen und gut gespielt, bleibt der Film letztlich doch zu sehr dem Genre verhaftet, um sich vom Gros westlich orientierter Produktionen abzuheben.“

## Auszeichnungen
Der Film gewann 1997 beim Polnischen Filmfestival Gdynia den Publikumspreis.